# 웃는올빼미
웃는올빼미는 웃는올빼미속(Sceloglaux)에 속하는 멸종한 올빼미이다. 서식지는 뉴질랜드였으며, 그도 역시 여행비둘기와 비슷한 시기에 멸종했다. 웃는올빼미는 뉴질랜드웃는올빼미라고도 부른다.
1. ↑  BirdLife International (2012). “Sceloglaux albifacies”. 《IUCN 적색 목록》 (IUCN) 2012. 2013년 11월 26일에 확인함.